# Uloborus spelaeus
Espèce
Uloborus spelaeus est une espèce d'araignées aranéomorphes de la famille des Uloboridae.

## Distribution
Cette espèce est endémique du Selangor en Malaisie,. Elle se rencontre dans les grottes de Batu.

## Publication originale
- Bristowe, 1952 : The arachnid fauna of the Batu Caves in Malaya. Annals and Magazine of Natural History, sér. 12, vol. 5, p. 697-707.